# Gate-Treiber
Als Gate-Treiber (MOSFET-Treiber, IGBT-Treiber oder Halbbrücken-Treiber) bezeichnet man in der Elektronik, speziell der Leistungselektronik, eine diskrete oder integrierte elektronische Schaltung, welche Leistungsschalter, wie beispielsweise MOSFETs oder IGBTs, ansteuert.
Ferner kann ein einfacher Gate-Treiber als eine Kombination aus Pegelumsetzer und Verstärker gesehen werden.

## Motivation
Oft ist zu lesen, dass Transistoren mit isolierter Gate-Elektrode wie z. B. MOSFETs leistungslos oder zumindest stromlos angesteuert werden können, was aber nicht richtig ist. Grundsätzlich benötigen solche Transistoren im Gegensatz zu beispielsweise Bipolartransistoren bedingt durch ihr Funktionsprinzip lediglich keinen ständig fließenden Steuerstrom, solange ihr Schaltzustand nicht geändert werden soll. Die isolierte Gate-Elektrode bildet jedoch im Transistor einen Kondensator (Gate-Kondensator), welcher bei jedem Schaltvorgang des Transistors umgeladen werden muss. Da ein Transistor eine bestimmte Spannung am Gate benötigt, um durchzuschalten, muss dieser Kondensator jeweils auf mindestens diese Spannung aufgeladen werden. Umgekehrt muss beim Abschalten des Transistors diese Spannung wieder abgebaut werden, also der Kondensator entladen werden.
Wenn ein Transistor umgeschaltet wird, geht er nicht schlagartig vom nichtleitenden in den leitenden Zustand (oder umgekehrt) über, sondern durchläuft je nach Ladespannung der Gate-Kapazität einen gewissen Widerstandsbereich. Folglich wird während des Umschaltens unter Stromfluss eine mehr oder weniger große Leistung im Transistor umgesetzt, welche ihn erwärmt und im ungünstigsten Fall sogar zerstören kann. Es liegt also nahe, den Umschaltvorgang des Transistors so kurz wie möglich zu gestalten, um die Schaltverluste so gering wie möglich zu halten.
Zwischen Ladestrom (I), Änderung der Ladespannung (dU) und Umladezeit (dt) gilt für einen Kondensator der Kapazität C folgende Beziehung:
{\displaystyle I=C{\frac {\mathrm {d} U}{\mathrm {d} t}}}
Da der nötige Spannungshub (Änderung der Gate-Spannung zwischen Ein- und Ausschalten, dU) und die Gate-Kapazität C durch den Transistor vorgegeben sind, ist somit die Umschaltzeit dt des Transistors umso kleiner, je größer der Strom I ist, mit dem das Gate angesteuert (umgeladen) wird. Die Höhe dieses Umladestromes ist durch Widerstand und Induktivität des Gate-Strompfades begrenzt. Die Quelle der Umschaltsignale muss in der Lage sein, diese Umladeströme zu liefern.
Die Gate-Kapazität hängt in gewissen Grenzen selbst von der jeweils anliegenden Gate-Spannung ab. Für einen konkreten Transistor gibt der Hersteller daher in der Regel das Produkt aus Gate-Kapazität C und Gate-Spannung U an. Das ist die Gate-Ladung Q, die im Zuge eines Schaltvorganges in das Gate hinein oder aus ihm heraus befördert werden muss. Typische Werte dieser Gateladung für Leistungs-MOSFET liegen in der Größenordnung von 100 nC (Nanocoulomb). Wegen der bereits erwähnten thermischen Verluste im Transistor im Zuge des Umschaltvorganges werden besonders bei periodischem Betrieb (schnelles Ein- und Ausschalten) Umschaltzeiten in der Größenordnung von Mikrosekunden und darunter angestrebt. Entsprechend erreichen die Umladeströme, die zur Ansteuerung des Gates unter diesen Bedingungen erforderlich sind, durchaus Werte im Bereich von einigen hundert Milliampere bis zur Größenordnung Ampere. Bei den typischen Gate-Spannungen von etwa 10 bis 15 Volt werden leicht Leistungen von einigen Watt erforderlich. Müssen große Ströme mit hohen Frequenzen geschaltet werden (z. B. in Gleichstromstellern für große Elektromotoren), schaltet man oft mehrere Transistoren parallel, die Ladeströme und die Schaltleistungen vervielfachen sich dann entsprechend der Anzahl der Transistoren.
Die Schaltsignale für Transistoren werden in der Regel von Logikschaltungen oder Mikrocontrollern generiert, welche das Signal an Standard-Logikausgängen zur Verfügung stellen. Da diese meist nur Ströme im zweistelligen Milliamperebereich verkraften können, werden direkt angeschlossene Leistungstransistoren verhältnismäßig langsam umgeschaltet. Dementsprechend hoch sind die während des Umschaltens auftretenden Verluste. Gleichzeitig bildet die Gatekapazität des Transistors für den treibenden Logikausgang im Schaltmoment einen elektrischen Kurzschluss. Ohne Schutzmaßnahmen kann dies zu einer stromseitigen Überlastung des Treiberbausteins führen, die ihn bedingt durch die Erwärmung aufgrund ohmscher Verluste im Strompfad zerstören kann. Um dem entgegenzuwirken, werden zwischen den Logikausgängen und den Leistungstransistoren dem Einsatzzweck angepasste Treiberschaltungen (Gate-Treiber) verwendet.

## Treiberschaltungen

### Ansteuerung einzelner Transistoren
Um einzelne Leistungstransistoren schnell umschalten zu können, bieten sich diskrete elektronische Schaltungen oder fertige Treiber-ICs an. Die folgenden diskreten Treiberschaltungen beziehen sich auf das Ansteuern von n-Kanal-Transistoren. Analog dazu können die Treiberschaltungen durch Ändern der Bezugspotentiale auch für p-Kanal-Transistoren eingesetzt werden.

#### Einfache Treiberschaltung

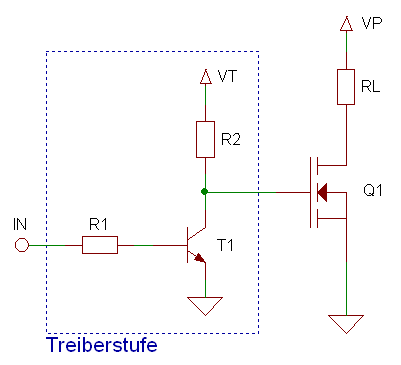
Einfache Treiberschaltung mit Pull-up-Widerstand.

Die einfachste Form einer Treiberschaltung besteht aus einem Bipolartransistor T1 mit Kollektorwiderstand R2 als Pull-up-Widerstand. Wird am Steuereingang IN keine Spannung angelegt, so sperrt der Bipolartransistor T1 und das Gate des Leistungstransistors Q1 wird durch den Widerstand R2 auf die Betriebsspannung VT der Treiberschaltung gezogen. Die Gate-Kapazität lädt sich somit über diesen Widerstand R2 auf und der Leistungstransistor Q1 beginnt zu leiten. Wird nun am Steuereingang IN eine Spannung angelegt, so schließt der Bipolartransistor T1 das Gate des Leistungstransistors Q1 kurz, wodurch die Gate-Kapazität entladen wird und der Transistor Q1 zu sperren beginnt.
Der Leistungstransistor Q1 wird also über einen Widerstand R2 eingeschaltet und durch Kurzschließen der Gate-Spannung ausgeschaltet. Da der Entladestrom durch den Bipolartransistor T1 in diesem Fall deutlich höher ist als der Ladestrom durch den Widerstand R2, wird der Transistor Q1 schneller aus- als eingeschaltet. Dieses Verhalten kann unter Umständen sogar gewünscht sein, da ein zu schnelles Einschalten des Leistungstransistors eine hohe elektromagnetische Emission zur Folge hat.

#### Logikgatter-Treiberschaltung

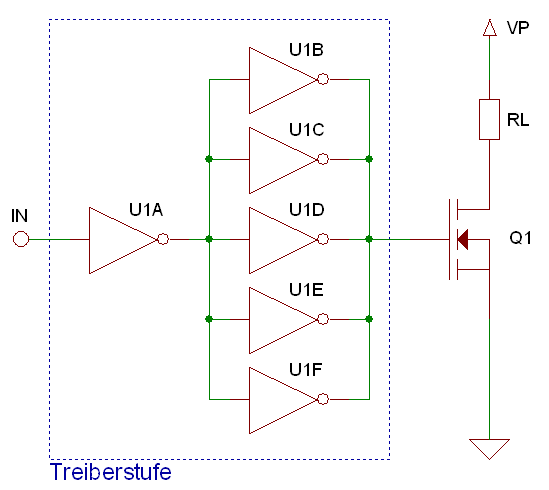
Treiberschaltung mit parallel geschalteten Logikgattern.

Wie bereits erwähnt liefert ein Logikausgang nur geringe Ausgangsströme. Durch Parallelschalten mehrerer Logikgatter U1B-U1F können deren Ausgangsströme addiert werden, wodurch in Summe ein zur Ansteuerung von Leistungstransistoren Q1 geeignet hoher Ausgangsstrom fließen kann. Wichtig bei der Parallelschaltung von Logikgattern ist eine steile Signalflanke am Eingang, um ein nahezu zeitgleiches Umkippen aller Gatter zu erreichen. Um ein derartiges Signal sicher zu erzeugen, kann eines dieser Gatter U1A vorgeschaltet werden, um das Eingangssignal zu formen. Das Logikgatter kann beispielsweise vom Typ HC4069 sein, um eine höhere Treiberspannung als 5 V zu erreichen.

#### Gegentakt-Treiberschaltung

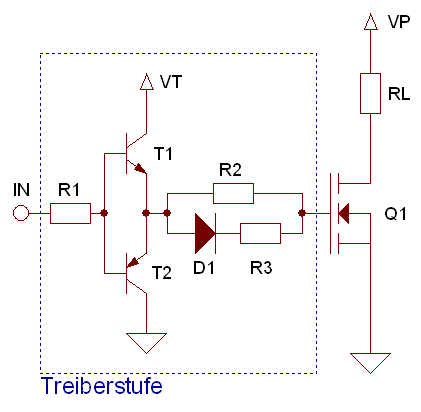
Die Gegentaktschaltung ermöglicht hohe Treiberströme. Das Widerstands-Diodennetzwerk bestimmt die Schaltzeiten der Endstufe.

Um noch höhere Ausgangsströme liefern zu können, kann die Treiberschaltung als Gegentaktendstufe ausgeführt werden. Damit die Umschaltzeiten nicht zu klein und damit die elektromagnetische Emission zu groß wird, wird zwischen dem Gate des Leistungstransistors Q1 und der Gegentaktendstufe ein Widerstand R2 eingefügt. Durch Parallelschalten einer Widerstands-Dioden-Kombination R3+D1, die für den Einschaltvorgang den Gesamtwiderstand reduziert, kann man erreichen, dass der Leistungstransistor Q1 schneller ein- als ausschaltet. Schnelles Einschalten verringert Schaltverluste, langsameres Abschalten reduziert Spannungsspitzen durch parasitäre Induktivitäten.

### Ansteuerung einer Halbbrücke
Für gewisse Anwendungen ist es nötig, eine Last nicht mit nur einem Leistungstransistor, sondern über eine Halbbrücke zu schalten. Die einfachste Form einer Halbbrücke besteht aus einer Kombination von n-Kanal-Transistor und p-Kanal-Transistor. Für jeden Transistor kann nun eine Treiberschaltung eingesetzt werden, um die Transistoren gegensinnig anzusteuern.
Da p-Kanal-Transistoren in der Regel schlechtere Eigenschaften haben als n-Kanal-Transistoren, werden in der Leistungselektronik ausschließlich Halbbrücken mit n-Kanal-Transistoren aufgebaut. Für die Ansteuerung des high-side-Transistors ergeben sich jedoch Probleme dadurch, dass sich das Potenzial der Steuerspannung am Gate nicht, wie bei Verwendung eines p-Kanal-Transistors an dieser Stelle, auf das positive Potenzial der Versorgungsspannung, sondern auf das mitunter schnell veränderliche Potenzial des Mittelpunkts der Halbbrücke bezieht. Insbesondere wäre der Transistor nicht voll durchzusteuern, wenn das Gate-Potenzial nur bis auf das der Versorgung angehoben werden könnte. Es bedarf einer eigenen Treiberschaltung.

#### Treiberschaltung mit Bootstrapping

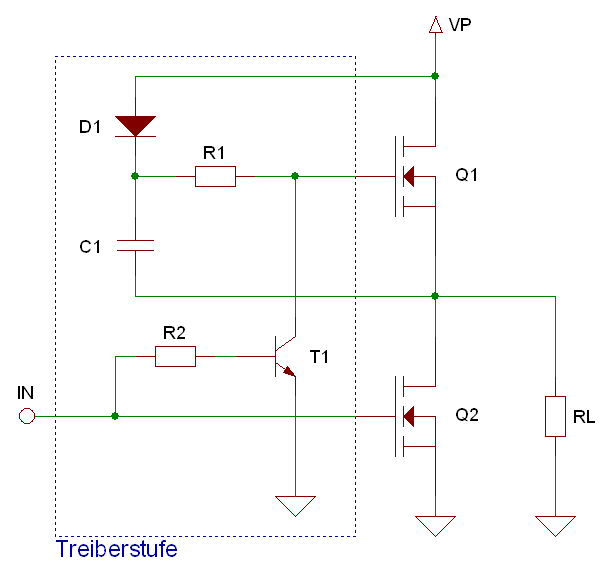
Ansteuerung einer n-Kanal-Halbbrücke durch eine Bootstrapping-Schaltung.

Um den oberen Transistor Q1 in einer n-Kanal-Halbbrücke durchschalten zu können, muss zwischen dem Ausgang der Halbbrücke (Verbindungspunkt beider Leistungstransistoren Q1, Q2) und dem Gate eine Spannung angelegt werden. Dies kann mit Hilfe einer Bootstrapping-Schaltung geschehen.
Wird am Steuereingang IN eine Spannung angelegt, so wird der untere Leistungstransistor Q2 (langsam) durchgeschaltet. Gleichzeitig wird die Gate-Spannung des oberen Leistungstransistors Q1 über den Bipolartransistor T1 kurzgeschlossen. Am Ausgang der Halbbrücke liegt somit Massepotenzial an, wodurch sich der Kondensator C1 über die Diode D1 auflädt. Wird nun der Steuereingang IN mit Masse verbunden, so sperrt nicht nur der untere Leistungstransistor Q2, sondern auch der Bipolartransistor T1, wodurch sich die Gate-Kapazität des oberen Leistungstransistors Q1 über den Widerstand R1 auflädt, zunächst aus der Versorgungsspannung VP. Wenn die Ausgangsspannung steigt, durch eine induktive Last oder weil der obere Leistungstransistor Q1 zu leiten beginnt, pflanzt sich dieser Spannungshub über den Kondensator C1 fort, die Diode D1 sperrt und das Potenzial für die Versorgung des Gates steigt wie gewünscht über das der Versorgungsspannung VP an. Ohne die Bootstrapping-Schaltung, bestehend aus der Diode D1 und dem Kondensator C1, würde der Ausgang der Halbbrücke maximal das Spannungspotential VP minus der minimalen Schwellspannung des Leistungstransistors Q1 annehmen (VP - VGS).
Da die Versorgungsspannung VP kurzgeschlossen wird, falls beide Leistungstransistoren Q1, Q2 gleichzeitig leiten, ist es wichtig, dass jeweils ein Leistungstransistor Q1/Q2 sperrt, ehe der andere Q2/Q1 leitet. Dies wird bei dieser Schaltung durch ungleiche Einschalt- und Ausschaltzeiten der Leistungstransistoren Q1, Q2 erreicht.
Es ist mit dieser Treiberschaltung nicht möglich, den oberen Leistungstransistor Q1 statisch einzuschalten, da der Bootstrap-Kondensator C1 durch Leckströme seine Ladung verliert. Bevor der obere Leistungstransistor Q1 aus der Sättigung kommt, muss der untere Leistungstransistor Q2 wieder eingeschaltet werden.

#### Treiberschaltung mit isolierter Versorgungsspannung
Eine andere Möglichkeit, den oberen Leistungstransistor einer n-Kanal-Halbbrücke durchschalten und sogar statisch einschalten zu können, besteht darin, die Treiberstufe galvanisch getrennt zu versorgen, etwa durch einen Schaltwandler oder eine Ladungspumpe. Hierfür gibt es Treiber-ICs, welche die nötige Schaltung zum Großteil bereits integriert haben.

### Sonstige Treiberschaltungen
Bei Schaltwandlern kann es nötig sein, die Leistungstransistoren galvanisch getrennt anzusteuern, um die galvanische Trennung des Schaltwandlers zu wahren. Über Transformatoren (Impulstransformatoren) kann bei geeigneter Schaltung der zur Ansteuerung des Leistungstransistors nötige Steuerstrom übertragen werden. Somit ist es nicht nötig, dass die Treiberspannung auf der Sekundärseite eigens erzeugt wird.
Generell gibt es für jede Anwendung eine geeignete integrierte Lösung. Speziell bei Halbbrückentreiber-Chips ergibt sich ein deutlicher Vorteil gegenüber einer diskreten Lösung. Damit die Versorgungsspannung beim Umschalten der Halbbrücke nicht kurzzeitig kurzgeschlossen wird, generieren einige Treiberchips eine Totzeit (Verriegelungszeit). Somit wird sichergestellt, dass zu keiner Zeit beide Transistoren leiten.

## Praxis
Speziell bei hohen Strömen treten Spannungsabfälle durch Leitungswiderstände und Spannungsspitzen aufgrund von parasitären Induktivitäten in den Masseverbindungen auf. Diese Spannungsdifferenzen führen zu Potenzialunterschieden zwischen der Treiberschaltung und dem Leistungstransistor, wodurch die Steuerspannung am Gate des Leistungstransistors deutlich höher sein kann, als die Versorgungsspannung der Treiberschaltung. Durch zu hohe Spannungen am Gate eines Leistungstransistors können diese zerstört werden. Es ist somit auf eine gute Masseführung zu achten, um diese Effekte zu minimieren. Außerdem bieten einige Transistoren durch einen zusätzlichen (vierten) Anschluss die Möglichkeit, das Bezugspotential der Steuerspannung unabhängig vom Strompfad des Leistungskreises anzuschließen (meist als „Kelvin Source“ oder „Driver Source“ bezeichnet). Dieser ist innerhalb des Transistors zwar auch mit dem Source-Potential des Dies verbunden, ermöglicht aber aufgrund separater Bonddrähte eine direktere Anbindung des Treibers und damit eine deutliche Verringerung der oben genannten Spannungsspitzen.